# Loi du χ² non centrée
En théorie des probabilités et en statistique, la loi du χ2 non centrée est une loi de probabilité qui généralise la loi du χ². Cette loi apparait lors de tests statistiques, par exemple pour le maximum de vraisemblance.

## Motivations
Soit Xi, k variables aléatoires indépendantes de loi normale de moyennes {\displaystyle \mu _{i}} et variances {\displaystyle \sigma _{i}^{2}}. Alors la variable aléatoire
{\displaystyle \sum _{i=1}^{k}\left({\frac {X_{i}}{\sigma _{i}}}\right)^{2}}
suit une loi du χ2 non centrée. Elle dépend de deux paramètres : k qui spécifie le nombre de degrés de liberté (c'est-à-dire le nombre de Xi), et λ qui est en lien avec la moyenne des variables Xi par la formule :
{\displaystyle \lambda =\sum _{i=1}^{k}\left({\frac {\mu _{i}}{\sigma _{i}}}\right)^{2}.}
{\displaystyle \lambda } est parfois appelé le paramètre de décentralisation. Certaines références définissent λ différemment, comme la moyenne de la somme ci-dessus ou comme sa racine carrée.
Cette loi apparait en statistique multivariée, elle est issue de la loi normale multidimensionnelle. Comme la loi du χ² est le carré de la norme du vecteur aléatoire défini à partir des variables de loi {\displaystyle {\mathcal {N}}(0_{k},I_{k})} (c'est-à-dire le carré de la distance entre l'origine et un point donné par cette loi), la loi du χ2 non centrée est le carré de la norme d'un vecteur aléatoire de loi {\displaystyle {\mathcal {N}}(\mu ,I_{k})}. Ici 0k est le vecteur nul de longueur k, {\displaystyle \mu =(\mu _{1},...,\mu _{k})} et Ik est la matrice unité de taille k.

## Définition
La densité de probabilité est donnée par :
{\displaystyle {\begin{cases}f_{X}(x;k,\lambda )=\sum _{i=0}^{\infty }{\dfrac {{\rm {e}}^{-\lambda /2}(\lambda /2)^{i}}{i!}}f_{Y_{k+2i}}(x)&{\text{ si }}x>0\\0&{\text{ sinon}}\end{cases}}}
où Yq est de loi du χ² à q degrés de liberté.
De cette représentation, la loi du χ2 non centrée est vue comme une loi mélange de loi du {\displaystyle \chi ^{2}}. Supposons que la variable J suit une loi de Poisson avec moyenne λ/2, et que la loi conditionnelle de Z sachant J = i est la loi du χ2 à k+2i degrés de liberté. Alors la loi (non conditionnelle) de Z est la loi du χ2 non centrée à k degrés de liberté, et avec paramètre de décentralisation {\displaystyle \lambda }.
D'une autre part, la densité peut être écrite sous la forme
{\displaystyle f_{X}(x;k,\lambda )={\frac {1}{2}}{\rm {e}}^{-(x+\lambda )/2}\left({\frac {x}{\lambda }}\right)^{k/4-1/2}I_{k/2-1}({\sqrt {\lambda x}})}
où Iν(z) est la fonction de Bessel modifiée du premier type donnée par
{\displaystyle I_{a}(y)=(y/2)^{a}\sum _{j=0}^{\infty }{\frac {(y^{2}/4)^{j}}{j!\Gamma (a+j+1)}}.}
En utilisant la relation entre les fonctions de Bessel et hypergéométrique, la densité peut également être écrite sous la forme :
{\displaystyle f_{X}(x;k,\lambda )={{\rm {e}}^{-\lambda /2}}_{0}F_{1}(;k/2;\lambda x/4){\frac {1}{2^{k/2}\Gamma (k/2)}}{\rm {e}}^{-x/2}x^{k/2-1}.}
Siegel (1979) considère plus particulièrement le cas k=0 (0 degré de liberté), dans ce cas la loi est atomique en 0.

## Propriétés

### Fonction génératrice des moments
La fonction génératrice des moments est donnée par
{\displaystyle M(t;k,\lambda )={\frac {\exp \left({\frac {\lambda t}{1-2t}}\right)}{(1-2t)^{k/2}}}.}

### Moments
Les premiers moments sont :
{\displaystyle \mu _{1}^{'}=k+\lambda }
{\displaystyle \mu _{2}^{'}=(k+\lambda )^{2}+2(k+2\lambda )}
{\displaystyle \mu _{3}^{'}=(k+\lambda )^{3}+6(k+\lambda )(k+2\lambda )+8(k+3\lambda )}
{\displaystyle \mu _{4}^{'}=(k+\lambda )^{4}+12(k+\lambda )^{2}(k+2\lambda )+4(11k^{2}+44k\lambda +36\lambda ^{2})+48(k+4\lambda )}
Les premiers moments centrés sont :
{\displaystyle \mu _{2}=2(k+2\lambda )\,}
{\displaystyle \mu _{3}=8(k+3\lambda )\,}
{\displaystyle \mu _{4}=12(k+2\lambda )^{2}+48(k+4\lambda )\,}
Le n-ième cumulant est
{\displaystyle K_{n}=2^{n-1}(n-1)!(k+n\lambda ).\,}
Ainsi
{\displaystyle \mu _{n}^{'}=2^{n-1}(n-1)!(k+n\lambda )+\sum _{j=1}^{n-1}{\frac {(n-1)!2^{j-1}}{(n-j)!}}(k+j\lambda )\mu _{n-j}^{'}.}

### Fonction de répartition
En utilisant encore la relation entre les lois du χ2 centrée et non centrée, la fonction de répartition peut s'écrire sous la forme
{\displaystyle P(x;k,\lambda )={\rm {e}}^{-\lambda /2}\;\sum _{j=0}^{\infty }{\frac {(\lambda /2)^{j}}{j!}}Q(x;k+2j)}
où Q(x ; k) est la fonction de répartition de la loi du χ2 à k degrés de liberté donnée par :
{\displaystyle Q(x;k)={\frac {\gamma (k/2,x/2)}{\Gamma (k/2)}}\,}
et où γ(k,z) est la fonction gamma incomplète.
La fonction Q de Marcum QM(a,b) peut également être utilisée pour formuler la fonction de répartition :
{\displaystyle P(x;k,\lambda )=1-Q_{\frac {k}{2}}\left({\sqrt {\lambda }},{\sqrt {x}}\right)}

#### Approximation
Sankaran propose plusieurs formes approchées de la fonction de répartition. Dans un article précédent, il formule l'expression suivante :
{\displaystyle P(x;k,\lambda )\approx \Phi \left[{\frac {({\frac {x}{k+\lambda }})^{h}-(1+hp(h-1-0.5(2-h)mp))}{h{\sqrt {2p}}(1+0.5mp)}}\right]}
où
{\displaystyle \Phi (\cdot )\,} est la fonction de répartition de la loi normale,
{\displaystyle h=1-{\frac {2}{3}}{\frac {(k+\lambda )(k+3\lambda )}{(k+2\lambda )^{2}}}\,,}
{\displaystyle p={\frac {k+2\lambda }{(k+\lambda )^{2}}},}
{\displaystyle m=(h-1)(1-3h)\,.}
Cette approximation ainsi que d'autres sont données dans un livre ultérieur.
Pour approcher la loi du χ2, le paramètre de décentralisation λ est égal à zéro.

## Liens avec d'autres lois
- Si V est de loi du χ², {\displaystyle V\sim \chi _{k}^{2}}, alors {\displaystyle V} est également de loi du χ2 non centrée : {\displaystyle V\sim {\chi '}_{k}^{2}(0)}.
- Si {\displaystyle V_{1}\sim {\chi '}_{k_{1}}^{2}(\lambda )}, {\displaystyle V_{2}\sim {\chi '}_{k_{2}}^{2}(0)}, et V1 et V2 sont indépendantes, alors {\displaystyle {\frac {V_{1}/k_{1}}{V_{2}/k_{2}}}} est de loi de Fisher non centrée : {\displaystyle {\frac {V_{1}/k_{1}}{V_{2}/k_{2}}}\sim F'_{k_{1},k_{2}}(\lambda )}.
- Si {\displaystyle J\sim {\mathcal {P}}({\frac {\lambda }{2}})}, où {\displaystyle {\mathcal {P}}} désigne la loi de Poisson, alors {\displaystyle \chi _{k+2J}^{2}\sim {\chi '}_{k}^{2}(\lambda )}
- Approximation par la loi normale[6] : si {\displaystyle V\sim {\chi '}_{k}^{2}(\lambda )}, alors {\displaystyle {\frac {V-(k+\lambda )}{\sqrt {2(k+2\lambda )}}}\to {\mathcal {N}}(0,1)} en probabilité lorsque {\displaystyle k\to \infty } ou {\displaystyle \lambda \to \infty }.

### Transformations
Sankaran (1963) étudie les transformations de la forme {\displaystyle z=[(X-b)/(k+\lambda )]^{1/2}}. Il analyse le développement des cumulants de z de l'ordre de {\displaystyle O((k+\lambda )^{-4})} et montre que les choix suivants de b donnent les résultats raisonnables suivants :
- {\displaystyle b=(k-1)/2} rend le second cumulant de z approximativement indépendant de λ,
- {\displaystyle b=(k-1)/3} rend le troisième cumulant de z approximativement indépendant de λ,
- {\displaystyle b=(k-1)/4} rend le quatrième cumulant de z approximativement indépendant de λ.

De plus, une transformation plus simple, {\displaystyle z_{1}=(X-(k-1)/2)^{1/2}}, peut être utilisée comme fonction de stabilisation de variance qui produit une variable aléatoire de moyenne {\displaystyle (\lambda +(k-1)/2)^{1/2}} et de variance {\displaystyle O((k+\lambda )^{-2})}.
L'utilisation de ces transformations peut être altérée par le fait de considérer les racines carrées de nombres négatifs.
| Lois                  | en fonction de variables de loi normale                                                         |
| --------------------- | ----------------------------------------------------------------------------------------------- |
| loi du χ²             | {\displaystyle \sum _{i=1}^{k}\left({\frac {X_{i}-\mu _{i}}{\sigma _{i}}}\right)^{2}}           |
| loi du χ² non centrée | {\displaystyle \sum _{i=1}^{k}\left({\frac {X_{i}}{\sigma _{i}}}\right)^{2}}                    |
| loi du χ              | {\displaystyle {\sqrt {\sum _{i=1}^{k}\left({\frac {X_{i}-\mu _{i}}{\sigma _{i}}}\right)^{2}}}} |
| loi du χ non centrée  | {\displaystyle {\sqrt {\sum _{i=1}^{k}\left({\frac {X_{i}}{\sigma _{i}}}\right)^{2}}}}          |